# Hvilke Kvinder gør Mænd lykkelige?
Hvilke Kvinder gør Mænd lykkelige? (originaltitel Poor Men's Wives) er en amerikansk stumfilm fra 1923 af Louis J. Gasnier.

## Medvirkende
- Barbara La Marr som Laura Bedford / Laura Maberne
- David Butler som Jim Maherne
- Betty Francisco som Claribel
- Richard Tucker som Richard Smith-Blanton
- ZaSu Pitts som Apple Annie
- Muriel McCormac
- Mickey McBan